# Гней Фульвий Максим Центумал
Гней Фу́львий Ма́ксим Центума́л (лат. Gnaeus Fulvius Maximus Centumalus; умер после 263 года до н. э.) — римский политический деятель из плебейского рода Фульвиев, консул 298 года до н. э.

## Биография
Отец и дед Максима Центумала носили один и тот же преномен — Гней. В сохранившихся источниках этот римлянин впервые упоминается под 302 годом до н. э. как легат в армии диктатора Марка Валерия Корва, воевавшего с этрусками.
В 298 году до н. э. Гней Фульвий стал консулом совместно с патрицием Луцием Корнелием Сципионом Барбатом. Ему досталась по жребию война с самнитами, которую Рим начал в ответ на просьбы луканов о помощи. Фульвий разбил врага под Бовианом, затем взял этот город и Ауфидену; за эти победы его удостоили триумфа.
В 295 году до н. э., когда кульминации достигла Третья Самнитская война, Гней Фульвий был пропретором. Накануне битвы при Сентине консулы отправили ему приказ двигаться из Фалискской округи к Клузию, разоряя при этом земли противника. С этой задачей он отлично справился и даже разбил клузийцев и перузийцев в сражении, захватив 20 их знамён. Фронтин упоминает некоего Фульвия Нобилиора, вторгшегося из Самния в Луканию; вероятно, он имеет в виду действия именно Гнея Фульвия Максима Центумала в 295 году.
Тридцатью годами позже, в 263 до н. э., Гней Фульвий был назначен диктатором «для вбивания гвоздя».